# Čeljust
 Ovo je glavno značenje pojma Čeljust. Za druga značenja pogledajte čeljust (strojarstvo).
Čeljust je jedna od dviju koštanih struktura u većine kralježnjaka koja omeđuje usta i nosi zube. Gornja čeljust i donja čeljust glavni su dio kostura lica u čovjeka. Alveolni nastavci svake čeljusti nose po jedan zubni niz. Gornja čeljust (lat. maxilla) sastoji se od dviju simetričnih polovica (desne i lijeve). Svaka ima tijelo u obliku trostrane vodoravne piramide i četiri nastavka. Alveolni nastavak nosi zube, a ostali se spajaju sa susjednim kostima lica. S gubitkom zuba dolazi i do gubitka alveolnog nastavka čeljusti. Donja čeljust (lat. mandibula) neparna je kost, kojoj tijelo (lat. corpus mandibulae) ima oblik potkove. Na oba kraja uzdižu se dva kraka (lat. ramus mandibulae), koji završavaju dvama nastavcima, zglobnim i mišićnim, preko kojih se čeljust spaja sa sljepoočnom kosti. Na gornjem rubu donje čeljusti nalazi se alveolni nastavak koji nosi zube. Kut između tijela donje čeljusti i uzlaznoga kraka (lat. angulus mandibulae) u djeteta je tup, a u odrasla čovjeka približava se pravomu kutu. On se mijenjao i tijekom filogenetskoga čovjekova razvoja. Skraćivanje donje čeljusti pratilo je smanjivanje kuta mandibule u čovjekovu razvoju.